# Tillandsia alvareziae
Tillandsia alvareziae là một loài thuộc chi Tillandsia. Đây là loài đặc hữu của México.

## Hình ảnh

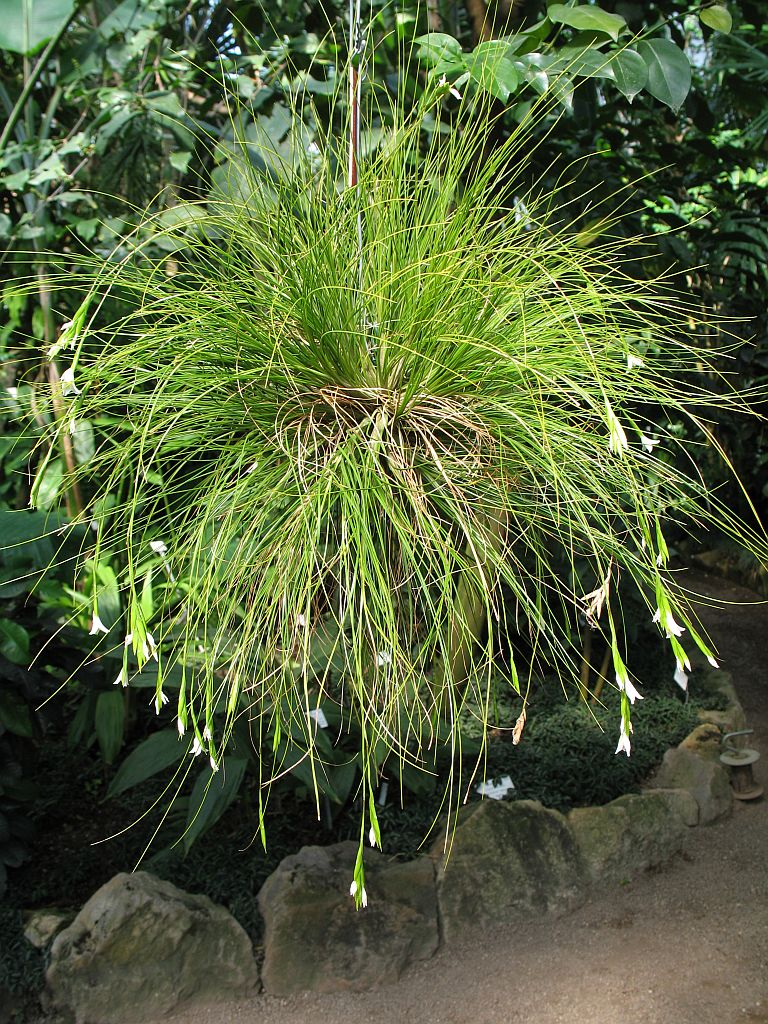
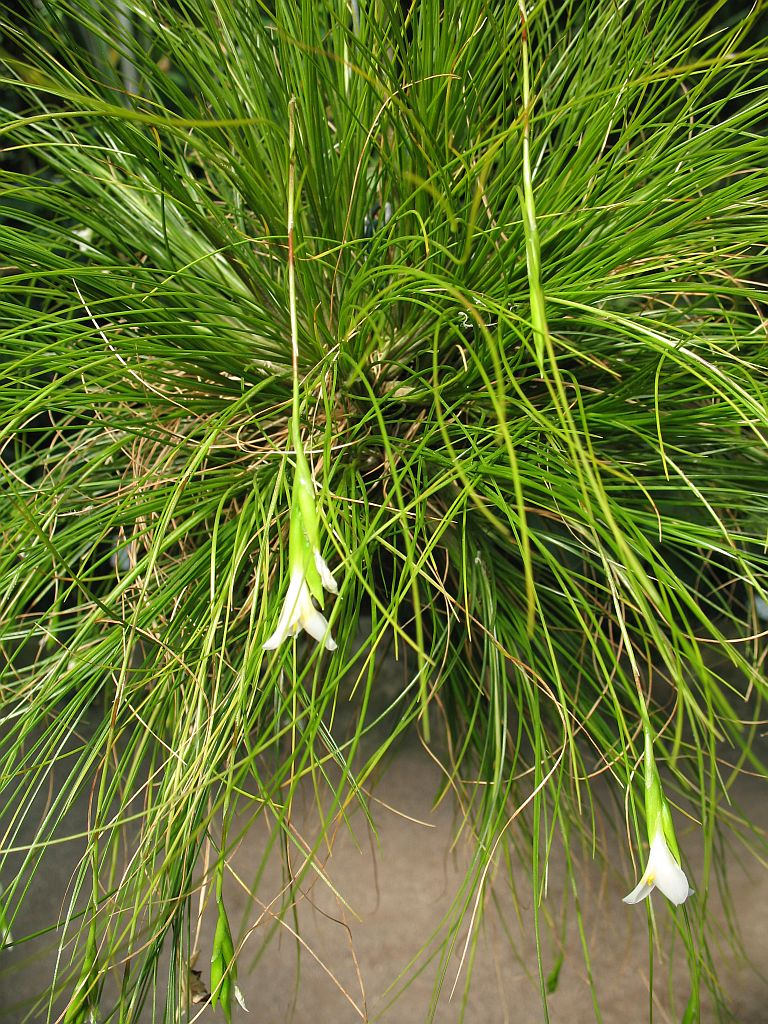
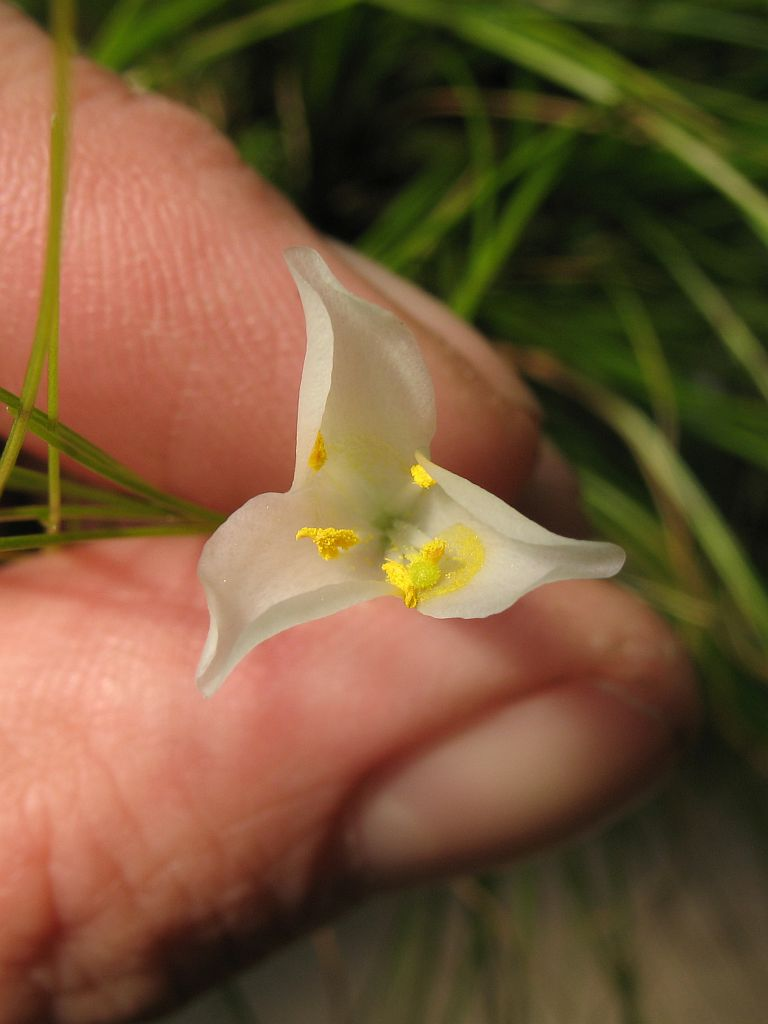